# Ерл Двайр
Ерл Двайр (англ. Earl Dwire; 3 жовтня 1883 – 16 січня 1940) - американський актор, який знявся в більш ніж 150 фільмах між 1921 та 1940 роками, відзначившись своїм лякаючим довгим обличчям. Двайр грав здебільшого антагоністів у вестернах з Джоном Вейном.

## Вибрана фільмографія
- Їдальня Кінг Фішера  (1921) - Дейв Батлер (працівник бакалії)
- Дуган з пустошів (1931) - Ленг
- Малий з Монтани (1931) - заступник (в титрах не вказаний)
- Син Оклахоми (1932) - Рей Брент
- Закон Заходу (1932) - Буч
- Бродвей в Шайєнн (1932) - скотар
- Кінг-Конг (1933) - театральний глядач у Нью-Йорку (в титрах не вказаний)
- Вершники долі (1933) - Сліп Морган
- Гарцюючий Ромео (1933) - Піт Меннінг
- Втікач (1933) - Спайк
- Ренді їде наодинці (1934) - шериф
- Межа беззаконня (1934) - Пандро Занті
- Захід розколу (1934) - шериф
- Зірковий пакувальник (1934) - Мейсон
- Смокі Сміт (1935) - шериф
- Суспільний огріх (1935) - містер Мертон
- Новий рубіж (1935) - Пет Міллер (в титрах не вказаний)

- Вершник світанку (1935) - Піт

- Вершник закону (1935) - Бритва Толлівер
- Райський каньйон (1935) - другий шериф (в титрах не вказаний)
- Великий калібр (1935) - шериф Гладстоуна
- Місто-привид (1936) - Джим Маккол
- Король Пекос (1936) - власник ранчо (в титрах не вказаний)
- Улюбленець Нью-Йорка (1937) - член ради директорів (в титрах не вказаний)
- Янголи з брудними обличчями (1938) - священник (в титрах не вказаний)
- Шериф, який стріляє шість раз (1938) - Дикий Білл Голман
- Його дівчина П'ятниця (1940) - Піт Девіс (в титрах не вказаний)
- Король лісорубів (1940) - доктор Венс (остання роль)